# Новый театр Осло
Новый театр Осло (норв. Oslo Nye Teater) — один из самых посещаемых театров в Норвегии. 
Театр расположен на улице Розенкранца, 10 в столице страны в Осло.
Театр был открыт в 1929 году и состоит из четырех сцен. При театре есть собственный ресторан.

## История
Здание, открытое 26 февраля 1929 года под названием «Новый театр», было спроектировано архитекторами Гудольфом Блакстадом (1893–1985) и Йенсом Грамом Данкером (1898–1984). были привлечены к проектированию здания, создав неоклассическую структуру. С 1994 по 1995 год зрительный зал был модернизирован под руководством архитекторов Кристин Ярмунд и Олы Белль.
В сентябре 1959 года в результате слияния Det Nye Teater и Folketeatret, которые работали независимо друг от друга с 1952 года, появился театр «Oslo Nye»